# Miedes de Aragón
Miedes de Aragón är en kommun i Spanien.   Den ligger i provinsen Provincia de Zaragoza och regionen Aragonien, i den nordöstra delen av landet, 210 km öster om huvudstaden Madrid. Antalet invånare är 458. Arean är 55 kvadratkilometer.
Terrängen i Miedes de Aragón är kuperad norrut, men söderut är den platt.